# カアちゃんがんばれ
『カアちゃんがんばれ』は、1967年10月1日から1968年6月2日まで日本テレビ系列局で放送されていた読売テレビ製作のクイズ番組である。タイガー魔法瓶工業（現・タイガー魔法瓶）の一社提供。

## 概要
一般家庭の主婦たちが出場してクイズに答えていた視聴者参加型番組で、彼女たちの夫や家族が応援団を務めていた。出場者とその家族は毎回2組が出場。夫が惚気交じりの応援をしたり、妻が答えられなかった時には夫が代わりに頭から水を被ったりと、笑いの要素がふんだんに盛り込まれていた。司会は大村崑と佐々十郎が務めていた。

## 放送時間
いずれも日本標準時。
- 日曜 16:00 - 16:30 （1967年10月1日 - 1968年3月31日）
- 日曜 12:15 - 12:45 （1968年4月7日 - 1968年6月2日）